# Bibi Jonsson
Bibi Marianne Jonsson, född 8 juni 1960, är professor i litteraturvetenskap vid Lunds universitet. Hennes forskning rör sig främst kring genusvetenskap, utifrån feministiska, queerteoretiska och genusteoretiska teoribildningar. Hon doktorerade på en avhandling om Elin Wägner, och Wägners syn på utopi i sina romaner från trettiotalet. Hon har huvudsakligen ägnat sig åt kvinnliga arbetarförfattare i sin forskning, men har även studerat litteratur och nazism samt sexualitet i svenska ungdomsromaner.

## Utmärkelser, ledamotskap och priser
- Ledamot av Vetenskapssocieteten i Lund (LVSL, 2006)[6]